# 황하 제방 붕괴 사건

홍수를 나타낸 지도

황하 제방 붕괴 사건은 1938년 6월 9일, 중일 전쟁에서 일본군의 진격을 저지하려고 중국 국민당이 허난성 정저우시 후이지구 화위안커우진에 있는 황하의 남쪽 제방을 폭파해 물길을 바꾼 사건이다. 수십만 명이 죽고 수백만 명이 피난민이 되었으며 황하의 흐름이 바뀌었다.

## 같이 보기
- 드니프로 수력발전소
- 카호우카 댐 파괴
- 일본의 군사사